# Saigneville
Saigneville település Franciaországban, Somme megyében. Lakosainak száma 336 fő (2022. január 1.). Saigneville Boismont, Cahon, Cambron, Grand-Laviers, Mons-Boubert, Noyelles-sur-Mer, Port-le-Grand és Quesnoy-le-Montant községekkel határos.

## Népesség
A település népessége az elmúlt években az alábbi módon változott:
| Lakosok száma | 403  | 415  | 418  | 393  | 373  | 353  | 347  | 340  | 336  |
|               | 2013 | 2015 | 2016 | 2017 | 2018 | 2019 | 2020 | 2021 | 2022 |